# Schulte & Bruns Werft
Schulte & Bruns war eine zur gleichnamigen Reederei gehörende Werft im Emder Stadtteil Port Arthur/Transvaal.

## Geschichte
Schulte & Bruns errichtete 1917 eine eigene Werft, da zu dieser Zeit keine Bau- und Reparaturmöglichkeiten bestanden, die Werften wurden von der Marine belegt.

### 1917 als Reparaturwerft gegründet
Die Schulte & Bruns Werft war ein Tochterunternehmen der Emder Reederei Schulte & Bruns und wurde 1917 zunächst als reine Reparaturwerft gegründet. So baute Schulte & Bruns während der Zeit ihres Bestehens insgesamt 283 Schiffe. Außer konventionellen See-, Küsten- und Binnenschiffen wurden auch Tankschiffe und insbesondere zahlreiche Fischlogger für die regional ansässigen Heringsfischereien geliefert. Etwa die Hälfte des Umsatzes entfiel weiterhin immer auf Reparaturen und Umbauten bestehender Schiffe.

### 1920 Neubauten

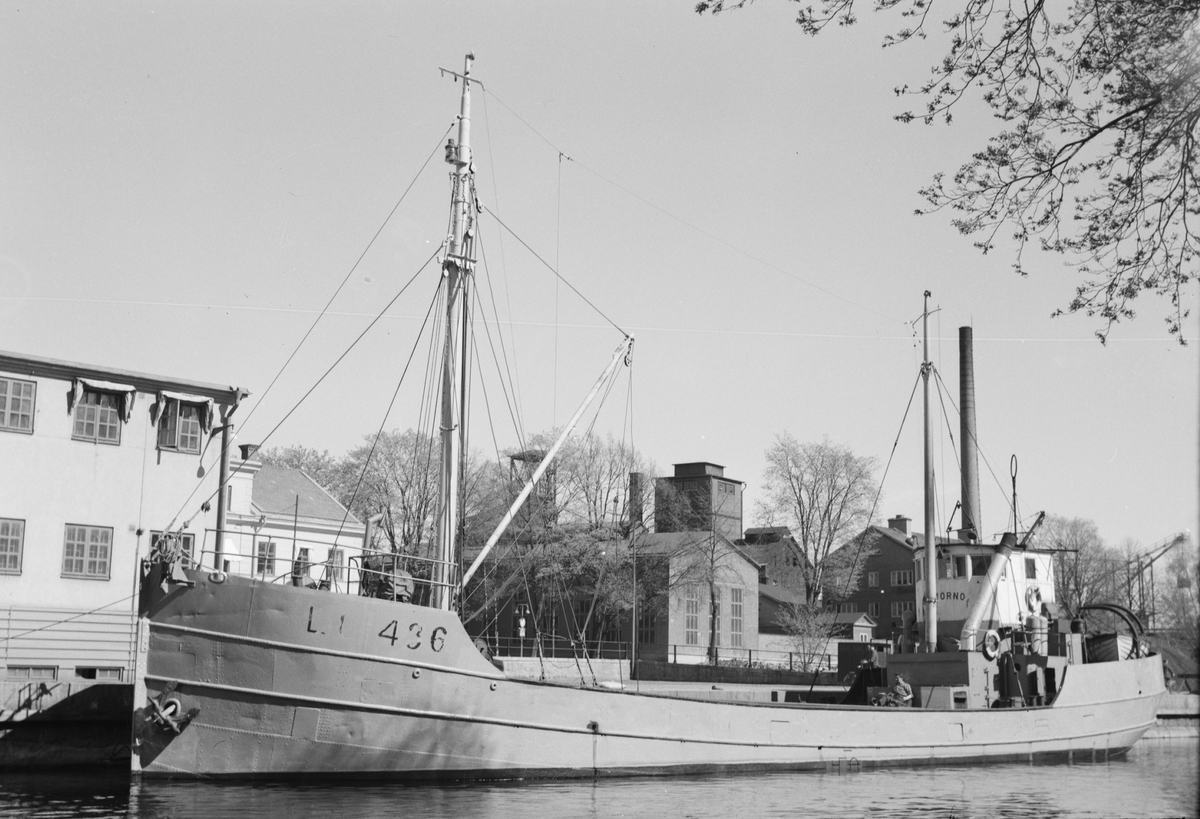
Die Tjörnö, 1922 als Logger Berlin für die Emder Heringsfischerei gebaut

Die ersten Neubauten folgten 1920, als die Firma C. Hohoff & Röschmann vier Spezialfahrzeuge zur Torfbeförderung mit einer Tragfähigkeit von 40 Tonnen bestellte. Die größten von der Werft erstellten Schiffe hatten eine Tragfähigkeit von etwa 4300 Tonnen. Zur Ausstattung der Werft gehörten außer zwei Slips und zwei Schwimmdocks ein so genanntes Dockeinsetzponton.
Im Zweiten Weltkrieg wurde das Gelände der Werft während der Luftangriffe auf Emden zu etwa 70 Prozent zerstört.

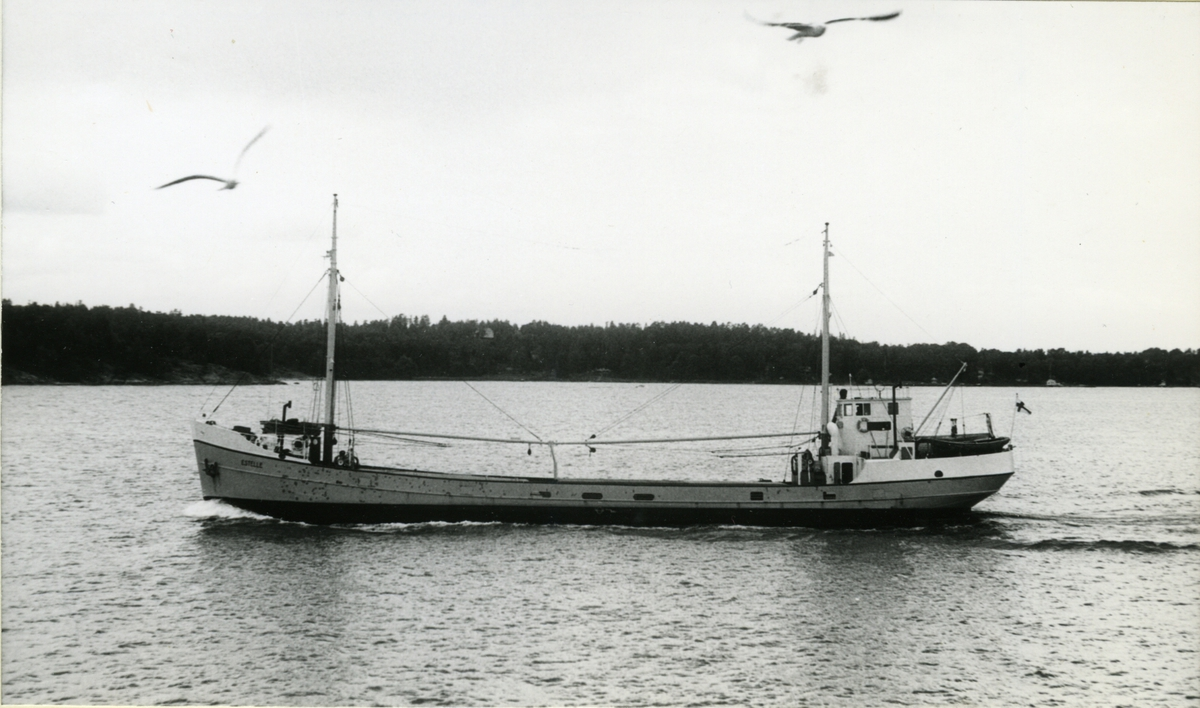
Die Estelle, 1922 als Logger Vesta für die Emder Heringsfischerei gebaut

### Nach 1945
Bis 1950 war die Werft jedoch im Wesentlichen wieder aufgebaut. Eine Erweiterung wurde möglich, weil das Gelände der Emder Heringsfischerei nach deren Konkurs 1968 erworben wurde. Nur drei Jahre darauf gab die Werft ihre alte Slipanlage für Schiffe bis zu 30 Metern Länge auf. Stattdessen wurde eine größere Helling für Schiffe mit bis zu 23 Metern Breite errichtet – dies entsprach Schiffsgrößen von bis zu 23 Metern Breite, was in etwa eine Tragfähigkeit von bis zu 18.000 tdw entsprach. Die Helling erhielt einen 50-Tonnen-Kran, zudem entstanden zwei Schweißhallen. Die alte Helling wurde stattdessen für den Bau von Schleppern oder sonstigen Schiffen bis zu zwölf Metern Breite benutzt. Mit diesen Erweiterungsmaßnahmen ging die Werft auf den Trend zu immer größeren Schiffsneubauten ein. In den frühen 1970er Jahren baute Schulte & Bruns Trockenfrachter, Tanker, Schlepper, Fähren, Behördenfahrzeuge und auch weiterhin Binnenschiffe, wie seit jeher. Das größte dort gebaute Schiff war der 1975 abgelieferte Tanker Mobil Jade, der bei einer Länge von 120 Metern eine Tragfähigkeit von 11.215 tdw besaß. Zwischen 1945 und 1975 lieferte Schulte & Bruns 130 Neubauten ab, darunter 66 Frachter, Tanker und RoRo-Schiffe.
1975 besaß die Werft zwei Schwimmdocks zu 800 und 1300 Tonnen Tragfähigkeit. Sie wurden für den Reparaturbetrieb eingesetzt, der in jenem Jahr einen Anteil zwischen 20 und 30 Prozent des Gesamtumsatzes des Unternehmens ausmachte. Der Exportanteil des Umsatzes betrug dabei 17 Prozent mit einem Schwerpunkt der Auftraggeber in Skandinavien, Frankreich, Westafrika, Südamerika, Indonesien und arabischen Ländern. Während die Mitarbeiterzahl 1950 noch 280 betrug, war sie 1975 auf die Höchstzahl von 540 gestiegen. Schulte & Bruns war damit nach den Nordseewerken die zweitgrößte der drei Emder Werften jener Tage, allerdings mit deutlichem Abstand: Bei den Nordseewerken arbeiteten 1975 etwa 4900 Personen. Bei Zulieferern in Ostfriesland arbeiteten darüber hinaus etwa weitere 160 Personen.

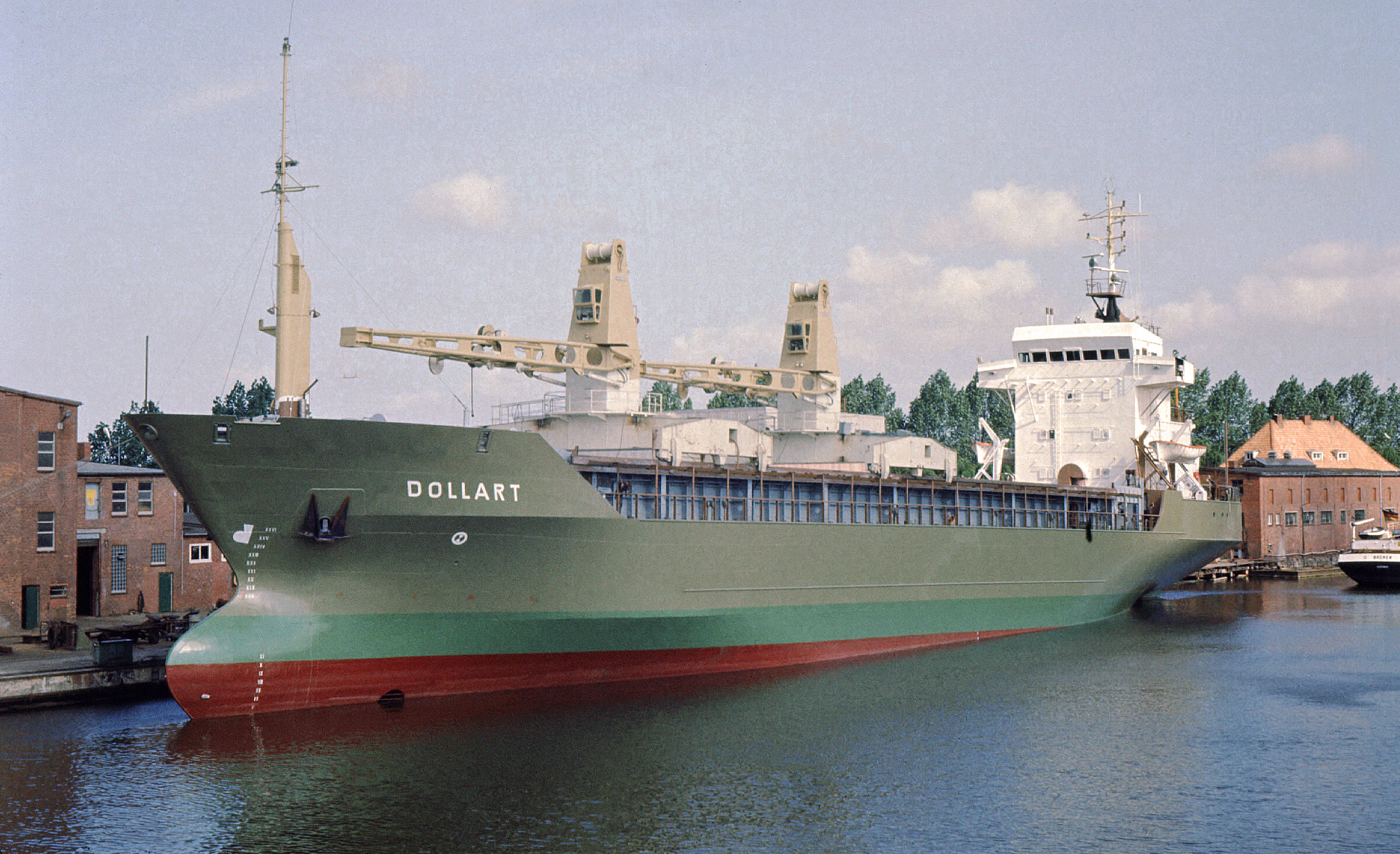
Dollart 1976 am Ausrüstungskai der Werft

### 1977 Konkurs
Nur einen Monat nach dem Konkurs der Reederei Schulte & Bruns am 31. Oktober 1977 meldete auch der Werftbetrieb Konkurs an. Mittels einer Landesbürgschaft gelang es noch, den schon begonnenen letzten Schiffsneubau Jan Wilhelm fertigzustellen. Das Schiff lief am 28. Juli 1978 vom Stapel. Die Mitarbeiterzahl war vom Höchststand von 540 im Jahre 1975 mittlerweile auf 200 per Ende August 1978 gesunken. Am 3. März 1979 wurde die Werft aber endgültig geschlossen. Der Konkursverwalter verkaufte bereits im April 1979 eines der beiden Schwimmdocks nach Dänemark, das größere mit 1300 Tonnen Tragfähigkeit ging an die benachbarte Cassens-Werft. Die Beschäftigtenzahl war zu diesem Zeitpunkt bereits auf 20 gesunken, was den durch die allgemeine Schiffbaukrise in der zweiten Hälfte der 1970er Jahre belasteten Emder Arbeitsmarkt zusätzlich in Bedrängnis brachte. Das Werftgelände wurde zum Teil von der Cassens-Werft und zum Teil von dem Hafenumschlagsunternehmen Emder Verkehrs und Automotive Gesellschaft übernommen.

## Neubauten (Auswahl)
Für folgende Schiffe der Werft liegen eigene Artikel vor:
- Berlin (1922 abgeliefert als Logger, 1954 Umbau zum Kümo)
- Estelle (1922 abgeliefert als Logger Vesta, 1954 Umbau zum Kümo, 1986 bis 1994 Umbau zum Gaffelschoner)
- Ikone (1937 abgeliefert als Kümo Adelheid, 1967 in der Nordsee gesunken)